# Hantai
Hantai (en chino, 汉台; pinyin, Hàntái) es un distrito urbano bajo la administración directa de la Prefectura Hanzhong  en la Provincia de Shaanxi, República Popular China.  Su área es de 549 km² y su población total para 2010 superó los 530 mil habitantes.

## Administración
Desde julio de 2023, el  Distrito Hantai   se divide en 15 pueblos que se administran en 8 subdistritos y 7   poblados.

## Toponimia
El topónimo Hantai [/Jan-Tái/] significa 'la tarima Han', debe su nombre porque aquí se encuentran y se "exhiben" las ruinas del palacio de Liu Bang, el fundador de la dinastía Han .